# 艾娃 (阿拉巴馬州)
艾娃（英語：Ava）是一個位於美國阿拉巴馬州蘭道夫縣的非建制地區。該地的面積和人口皆未知。

## 地理
艾娃的座標為33°20′35″N 85°28′41″W / 33.34306°N 85.47806°W，而該地的平均海拔高度為293米（即961英尺）。